# Opus vittatum
Opus vittatum ("pojasni rad"), također nazvan opus listatum, bila je drevna rimska tehnika gradnje uvedena početkom četvrtog stoljeća, napravljena paralelnim vodoravnim nizovima blokova tufa koji su se izmjenjivali s opekom.
Ova tehnika je usvojena tijekom cijelog 4. stoljeća, a tipična je za djela Maksencija i Konstantina.